# شعار مجموعة شرق إفريقيا
شعار مجموعة شرق أفريقيا هو شعار تستخدمه المجموعة منذ عام 2008، وهي منظمة حكومية دولية تتألف من ستة بلدان في منطقة البحيرات العظمى الأفريقية في شرق أفريقيا.

## الوصف
يحتوي الشعار على خريطة بحيرة فيكتوريا مع الدول الأعضاء بوروندي وكينيا ورواندا وتنزانيا وأوغندا حولها. يحيط بالبحيرة عجلة صناعية مع قوس إجازة على جانبيها مع أحرف "EAC" في الأعلى. يوجد في الجزء السفلي من الشارة رسم تخطيطي لمصافحة. أدناه مكتوب باللغة السواحلية "Jumuiya ya Afrika Mashariki" التي تُترجم إلى «مجموعة شرق أفريقيا».
إن الألوان المستخدمة على الشارة هي نفس تلك المستخدمة على علم مجموعة شرق أفريقيا التي تحتوي أيضًا على الشارة في وسطها.

## التاريخ
تم اعتماد النسخة الأولى من العلم في عام 2003 بموجب قانون شعار المجموعة لعام 2003 عندما تكونت المجموعة فقط من ثلاثة أعضاء: كينيا وتنزانيا وأوغندا. في عام 2007 توسعت المجموعة لتشمل بوروندي ورواندا. وفي عام 2008، ولمراعاة هذا التوسع في العضوية، تم تمرير قانون (تعديل) شعارات المجموعة لعام 2008، والذي عدل الشارة لتشمل بوروندي ورواندا.